# Palmitos Park
Het Palmitos Park is een groot dieren- en vogelpark in Maspalomas op Gran Canaria, een van de Spaanse Canarische Eilanden. Het park bevindt zich in het zuiden van het eiland, niet ver van de toeristische kustplaatsen, maar meer landinwaarts.
Het park ligt in de bergen, en door het park wandelend heeft men op veel plekken dan ook een mooi uitzicht. Er is een terrasje bij een fontein langs een pad dat omhoog leidt, naar het amfitheater. Bij dit amfitheater worden shows opgevoerd met vliegende roofvogels.
Wat in het park opvalt, is de rijkdom aan cactussen en succulenten. Hiervan zijn vele soorten in zeer goede staat aanwezig.
Van de vogels zijn vooral papegaaiachtigen sterk vertegenwoordigd in dit park, maar ook andere vogels zijn aanwezig. Van de watervogels zijn er bijvoorbeeld zwanen en diverse soorten eenden.
Dicht bij de uitgang, achter het souvenirwinkeltje, zijn kolibries te bewonderen, die goed zichtbaar om hun voedsel vliegen.

## Bosbranden
Bij de hevige bosbranden die Gran Canaria eind juli en begin augustus 2007 teisterden, is het Palmitos Park bijna geheel verwoest. Bijna alle dieren heeft men kunnen redden en zijn ondergebracht op het Loro Park in Tenerife.
Na een sluiting van een jaar is het park op 4 augustus 2008 heropend.

## Onderdelen van het park
- Vlinderkassen met (voornamelijk levende) vlinders
- Vijver met waterdieren
- Vitrineachtige kooien met kolibries
- Orchideeënhuis
- Terras bij fontein
- Amfitheater met shows met vliegende roofvogels
- Presentatieruimte met documentaires en dressuurshows
- Souvenirwinkeltje
- Aquaria met veel vissoorten en andere onderwaterdieren
- Apeneiland met gibbons en orang oetans
- Dolfinarium

## Galerij

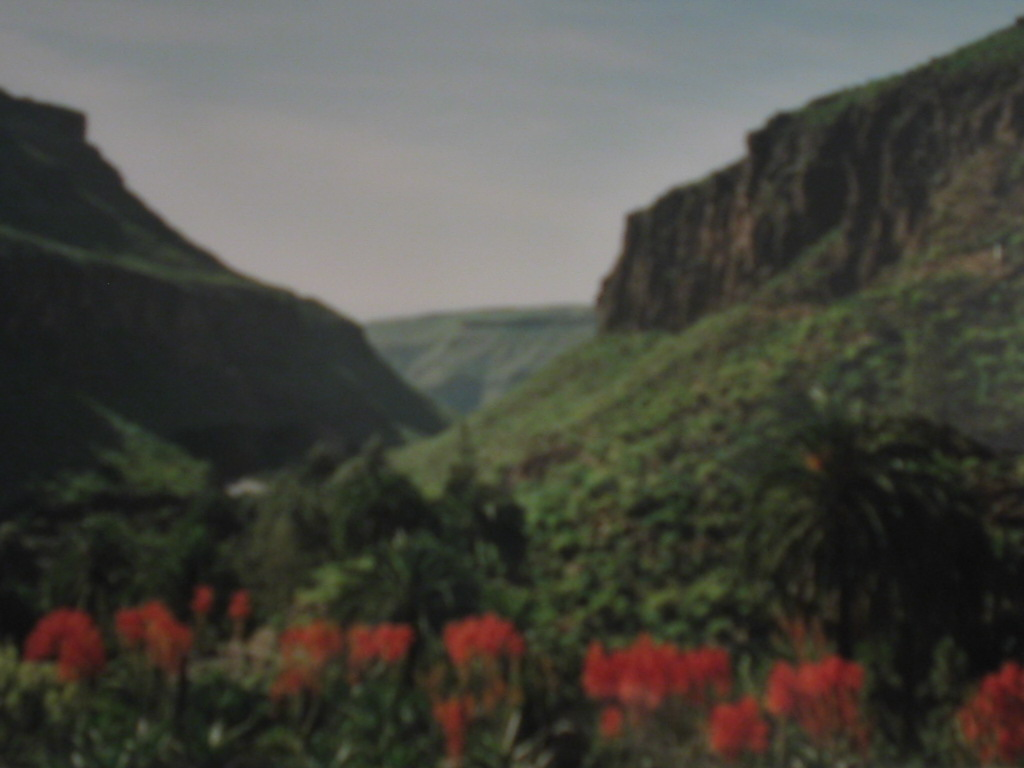
Uitzicht van het park op de vallei is grandioos
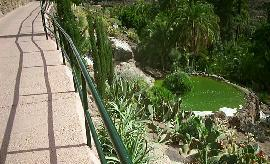
Pad naar amfitheater
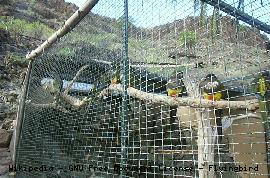
Willekeurige volière
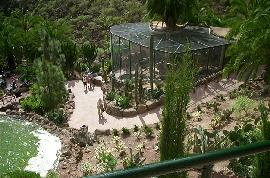
Volière bij waterval
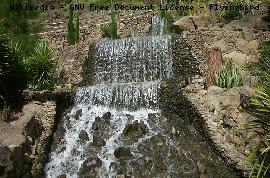
Waterval
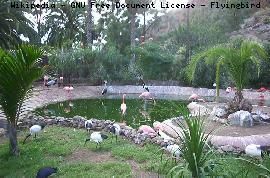
Vijver met o.a. veel flamingo's